# Hippopsini
Los hipopsinos (Hippopsini) son una tribu de coleópteros crisomeloideos de la familia Cerambycidae.

## Géneros
Comprende los siguientes géneros:
- Pothyne